# Unguiculariopsis manriquei
Unguiculariopsis manriquei är en lavart som beskrevs av Etayo 1996. Unguiculariopsis manriquei ingår i släktet Unguiculariopsis och familjen Helotiaceae.   Inga underarter finns listade i Catalogue of Life.